# Erebia andera
Erebia andera är en fjärilsart som beskrevs av Hans Fruhstorfer 1911. Erebia andera ingår i släktet Erebia och familjen praktfjärilar. Inga underarter finns listade i Catalogue of Life.